# Högaholm
Högaholm  är en liten ö belägen i sjön Bolmen, i Småland. Tvärs över ön går gränsen mellan Hallands och Kronobergs län, Hylte och Ljungby kommuner.  Den nordligaste delen av ön ingår i Tira öars naturreservat. Merparten av ön ligger dock utanför reservatet.

## Beskrivning och flora
Ön består av den höga delen av en rullstensås, som till stora delar befinner sig under sjön Bolmens yta. I naturreservatet är de vanligaste trädslagen är tall och gran men på Högaholm, växer nästan uteslutande lind. Högaholm är också rik på örter i motsats till de flesta 16 öarna i reservatet. Här är fältskiktet rikt och innehåller bland annat tandrot. Till karaktärsväxterna hör liljekonvalj, gullris, blåbär och stensöta i lindskogen och blåtåtel, frossört, fackelblomster, videört och björnbär vid stränderna.

## Fornlämning
På ön finns en lämning av ett befäst hus från medeltiden. Fornlämningen är 45 gånger 35 meter stor och består av en kulle (40 gånger 20 meter och 5 meter hög) samt omedelbart norr därom en förgård. Kullen och förgården begränsas i norr och öster av en stenvall som är 45 meter lång och omkring en meter hög. Kullens krön begränsas ställvis av stensatt kant och i krönpartiets västra del finns en källargrop som är 6 meter i diameter och 1,5 meter djup. Enligt folksägen ska Ebbe Skammelsson har sökt skydd där, på flykt undan sina förföljare.